# Coussarea villosula
Coussarea villosula är en måreväxtart som beskrevs av John Duncan Dwyer. Coussarea villosula ingår i släktet Coussarea och familjen måreväxter. Inga underarter finns listade i Catalogue of Life.